# Белица плотица
Белица плотица (лат. Rutilus pigus virgo) је слатководна риба издуженијег тела него остале рибе из рода Rutilus и припада фамилији Cyprinidae.
- Локални називи: плотница, црвенпера белица, плотичица, платница

## Опис и грађа
Белица плотица има издуженије тело него остале врста риба из рода Rutilus. Плотица или речни вук је риба издуженог тела, плавкастозелених леђа, сребрнастих бокова и црвенкастих пераја. У периоду мрешћења, мужјаци добијају врло живе – атрактивне боје. 
Белица плотица је вешта и брза, лукава и опрезна, тако да је љубитељи риболова понекад пореде са пастрмком. Може да нарасте до 30 cm и достигне тежину од 1 kg. Најчешћи примерци су од 200 до 350 g.

## Навике, станиште, распрострањеност
Белица плотица настањује све европске воде. Распрострањена је у широком рејону у којем обитавају пастрмка и липљен, али и деверика и мрена. Воли чисте, текуће воде брзих токова, а места на којима воли да се задржава имају шљунковито или каменито дно. 
Белица плотица живи појединачно, али, на ушћима, и у доњим токовима река понекад у јатима. Мада се већином храни у средњим воденим слојевима, често излази на површини, а тада се храни инсектима.

## Размножавање
Белица плотица се мрести од маја до јула, а женка лепи икру на водено биље и камење. За време мреста, женка се оспе, по глави и леђима, ситним квржићастим брадавицама – мресни осип. Плодност је 40 000 до 60 000 јаја. Јаја су лепљива и лако се прићвршћују за подводно камење и биље. 